# Matías Barrientos
Matias Manuel Barrientos (Famaillá, Provincia de Tucumán, Argentina; 8 de octubre de 1998) es un futbolista argentino. Juega como marcador central y su primer equipo fue Quilmes. Actualmente milita en Bartolomé Mitre del Torneo Federal A.

## Trayectoria

### Inicios
Barrientos comenzó jugando en Famaillá, su ciudad natal, en el Centro de Educación Física 18 a los 9 años.
A los 14, Matías fue a Buenos Aires para probarse primero en Racing y luego en Quilmes, donde finalmente quedó.

### Quilmes
Después de haber fichado con el Cervecero, Barrientos comenzó jugando en la Séptima. Años después tendría la posibilidad de firmar su primer contrato profesional y ser parte del plantel de Primera.
En 2020 tenía todo acordado para irse cedido a Argentino de Quilmes, pero finalmente el pase se cayó porque el propio jugador prefirió quedarse.

### Guaraní Antonio Franco
En busca de minutos, Barrientos fue prestado a Guaraní Antonio Franco, equipo de la cuarta categoría del fútbol argentino, para competir por uno de los ascensos al Torneo Federal A.
Luego de una buena temporada con Guaraní, dónde casi logra el ascenso al Torneo Federal A y dónde salió campeón de la Liga Posadeña de Fútbol,  Barrientos rescindió su contrato con Quilmes para volver al club posadeño a buscar nuevamente el ascenso a la tercera división del fútbol argentino.

## Clubes
| Club                   | País      | Año       |
| ---------------------- | --------- | --------- |
| Quilmes                | Argentina | 2019-2021 |
| Guaraní Antonio Franco | Argentina | 2021-Act. |

### Estadísticas
- Actualizado al 17 de agosto de 2025

| Club                             | Div.                | Temporada           | Liga | Liga | Copa Nacional | Copa Nacional | Copa Internacional | Copa Internacional | Total | Total |
| Club                             | Div.                | Temporada           | PJ   | G    | PJ            | G             | PJ                 | G                  | PJ    | G     |
| -------------------------------- | ------------------- | ------------------- | ---- | ---- | ------------- | ------------- | ------------------ | ------------------ | ----- | ----- |
| Quilmes Argentina                |                     |                     |      |      |               |               |                    |                    |       |       |
| 2.ª                              | 2021                | 0                   | 0    | -    | -             | -             | -                  | 0                  | 0     |       |
| Total                            | Total               | 0                   | 0    | -    | -             | -             | -                  | 0                  | 0     |       |
| Guaraní Antonio Franco Argentina |                     |                     |      |      |               |               |                    |                    |       |       |
| 4.ª                              | 2021/22             | 7                   | 1    | -    | -             | -             | -                  | 7                  | 1     |       |
| 4.ª                              | 2022/23             | 7                   | 0    | -    | -             | -             | -                  | 7                  | 0     |       |
| Total                            | Total               | 14                  | 1    | -    | -             | -             | -                  | 14                 | 1     |       |
| Unión (S) Argentina              |                     |                     |      |      |               |               |                    |                    |       |       |
| 3.ª                              | 2023                | 19                  | 0    | -    | -             | -             | -                  | 19                 | 0     |       |
| Total                            | Total               | 19                  | 0    | -    | -             | -             | -                  | 19                 | 0     |       |
| Deportivo Santaní Paraguay       |                     |                     |      |      |               |               |                    |                    |       |       |
| 2.ª                              | 2024                | 12                  | 0    | 1    | 0             | -             | -                  | 13                 | 0     |       |
| Total                            | Total               | 12                  | 0    | 1    | 0             | -             | -                  | 13                 | 0     |       |
| Bartolomé Mitre Argentina        |                     |                     |      |      |               |               |                    |                    |       |       |
| 4.ª                              | 2024-25             | 12                  | 2    | -    | -             | -             | -                  | 12                 | 2     |       |
| 3.ª                              | 2025                | 14                  | 0    | -    | -             | -             | -                  | 14                 | 0     |       |
| Total                            | Total               | 26                  | 2    | -    | -             | -             | -                  | 26                 | 2     |       |
| Total en su carrera              | Total en su carrera | Total en su carrera | 71   | 3    | 1             | 0             | -                  | -                  | 72    | 3     |